# Big Bang (dél-koreai együttes)
A Big Bang vagy BIGBANG (hangul: 빅뱅) 2006-ban alakult népszerű dél-koreai popegyüttes, tagjai G-Dragon, Taeyang, Daesung, 2019-ig Seungri és 2023-ig T.O.P. 2011-ben az együttes kiadója, a YG Entertainment bevételeinek mintegy 30%-át adta. A Big Bang rajongóinak elnevezése VIP, a zenekar azonos című kislemeze után, a hivatalosan regisztrált VIP-k száma körülbelül 300 000.
Az együttes tagjait egy válogató során választották ki, amelyet az egyik koreai televízió is közvetített. Eleinte hiphoppal és R&B-vel foglalkoztak, később erőteljesen befolyásolni kezdte dalaikat az elektronikus zene. G-Dragon számos dicséretet kapott az együttesben folytatott dalszerzői tevékenysége miatt. Innovatívnak és a K-pop megújítóinak tartják őket, akik befolyással vannak a koreai divatra is. Az együttes a dél-koreai termékreklámok egyik legnépszerűbb szereplője. A Big Bang az első külföldi együttes, akik elnyerték a Japán Kábeltelevíziós díjat a legjobb új együttes kategóriában és az első dél-koreai együttes, akik a Japan Records-elismerésben részesültek. 2011-ben az MTV Europe Music Awardson elnyerték a legjobb nemzetközi előadó címet, a nyertesek közül a Queent leszámítva a Big Bang volt az egyedüli nem észak-amerikai előadó. Ugyanebben az évben Tonight című albumuk az amerikai Billboard világzenei toplistájának harmadik helyén szerepelt, az amerikai iTunes Store popzenei toplistájának 9. helyén debütált, megelőzve Lady Gagát, az albumok toplistáján pedig a 18. helyen szerepelt.
2012-ben Alive című középlemezük Blue című videóklipjét öt nap alatt nyolcmilliószor nézték meg a YouTube-on. A dal minden koreai slágerlistán első helyezést ért el. A Still Alive című újracsomagolt lemezük Monster című dala a megjelenését követő 24 órában hárommilliós nézettséggel rekordot állított fel, korábban egyetlen K-pop-videó sem ért el ilyen rövid idő alatt ekkora látogatottságot. A lemez megjelenését követő világkörüli turnéjukon a korábban Lady Gagával is együttműködő kreatív igazgató Laurieann Gibsonnal dolgoztak együtt. A Big Bang iránt a Grammy-díjas rapper-producer Swizz Beatz (Alicia Keys férje) is érdeklődik.
G-Dragon és Taeyang szólókarrierjükben is sikeresek, T.O.P., Daesung és Seungri pedig doramákban, illetve filmekben is szerepelnek.

## Tagjai
| Művésznév  | Művésznév | Születési név                | Születési név | Becenév                         | Születési idő                 | Pozíció                           | Kép |
| Nemzetközi | Egyéb     | Átírt                        | Hangul        | Becenév                         | Születési idő                 | Pozíció                           | Kép |
| ---------- | --------- | ---------------------------- | ------------- | ------------------------------- | ----------------------------- | --------------------------------- | --- |
| G-Dragon   | GD        | Kvon Dzsijong (Kwon Ji-yong) | 권지용        | Kvon (Kwon) vezér (Kwon Leadah) | 1988. augusztus 18. (36 éves) | rapper, énekes, zeneszerző; vezér |     |
| Taeyang    | SOL       | Tong Jongbe (Dong Yeong-bae) | 동영배        | Bebe                            | 1988. május 18. (37 éves)     | énekes, táncos                    |     |
| Daesung    | D-Lite    | Kang Deszong (Kang Daesong)  | 강대성        | Ssongi                          | 1989. április 26. (36 éves)   | vezérénekes                       |     |

### Korábbi tagok
| Művésznév  | Művésznév | Születési név                     | Születési név | Becenév             | Születési idő                | Pozíció                              | Kép |
| Nemzetközi | Egyéb     | Átírt                             | Hangul        | Becenév             | Születési idő                | Pozíció                              | Kép |
| ---------- | --------- | --------------------------------- | ------------- | ------------------- | ---------------------------- | ------------------------------------ | --- |
| Seungri    | V.I.      | I Szunghjon (Lee Seung-hyeon)     | 이승현        | Tori Baby Szunghjon | 1990. december 12. (34 éves) | vezértáncos, énekes; mangne (maknae) |     |
| T.O.P.     | Tempo     | Cshö Szunghjon (Chou Seung-hyeon) | 최승현        | Tabi                | 1987. november 4. (37 éves)  | rapper, zeneszerző                   |     |

## Története

### Debütálás
Nem sokkal a debütálásunk után keményebb munkára fogtam a srácokat. Vezérként ez volt a feladatom, így nem volt választásom, nekem kellett a rossz fiúnak lennem. Mikor az emberek magánemberként találkoznak velem, azt mondják, egy idióta vagyok, de amikor dolgozom, mindent precízen átgondolok.

A Big Bang a második kislemezük, a La La La videóklipjében, 2006-ban, a hiphop-stílus képviselőiként. A legidősebb tag 19, a legfiatalabb 16 éves volt.

A Big Bang létrehozásakor a YG Entertainment igazgatója, Jang Hjonszok (Yang Hyeon-seok) (양현석) arra törekedett, hogy egy nem hagyományos idolegyüttest hozzon létre, akikre általában az a jellemző, hogy az együttes egy-két tehetségesebb tagját teszik reflektorfénybe. Jang (Yang) úgy vélte, hogy az olyan együttes, ahol minden tag egyenlő figyelmet kap, tovább együtt marad, így a Big Bang tagjainak egyéni tehetségeire is fókuszáltak a promóciók során.
Mielőtt az együttest megalapították volna, a tagok közül néhányan már járatosak voltak a szórakoztatóipar világában. G-Dragon és Taeyang a YG Entertainmenttel álltak szerződésben 12 éves koruk óta, GD és YB néven. T.O.P. Tempo néven underground rapper volt, G-Dragonnal gyerekkori jóbarátok voltak, egy általános iskolába jártak és gyakran táncoltak, illetve rappeltek együtt. Később G-Dragon elköltözött a környékről és kapcsolatuk megszakadt, azonban amikor a YG Entertainment tagokat keresett egy új fiúegyütteshez, G-Dragon újra kapcsolatba lépett Tempoval. Több demófelvételt is készítettek, amit elküldtek Jang Hjonszok (Yang Hyeon-seok)nak, aki behívta Tempot meghallgatásra. A kiadó azonban először elutasította a rappert, arra hivatkozva, hogy túlsúlyos, ami nem felel meg egy „ideális popsztár” imidzsének. A fiú ezt követően 40 nap alatt húsz kilót adott le intenzív edzéssel, majd hat hónappal az elutasítását követően újra jelentkezett a kiadónál és végül szerződtették, T.O.P. művésznéven a Big Bang másik rappere lett G-Dragon mellett. A két fiúhoz Taeyang, Daesung, Seungri és So-1 (장현승, Csang Hjonszung (Jang Hyeon-seung)) csatlakozott. Seungrit a válogató kilencedik körében kiejtették, később azonban kapott még egy lehetőséget a bizonyításra, így végül tagja maradhatott az együttesnek. Az együttes összeállításáról és a tagválogatás folyamatáról dokumentumfilm készült.
A kiadó a válogató során So-1 kiléptetése mellett döntött, a Big Bang így végül öt taggal debütált 2006. augusztus 19-én Szöulban, a YG Family koncerten. A fellépést követően megjelent az első kislemezük Bigbang címmel, melyen a We Belong Together és a Nunmulppunin pabo (Nunmulbbunin babo) (눈물뿐인 바보, Egy bolond könnyei) című dalok mellett egy Maroon 5-feldolgozás, a This Love is helyet kapott G-Dragon előadásában. A kislemezből csaknem 40 000 példány fogyott. A második kislemezük, a Big Bang Is V.I.P (La La La) szeptemberben látott napvilágot és 32 000 darabot adtak el belőle. A harmadik kislemezből, a Bigbang 03-ból 40 000 példány fogyott. 2006 decemberében tartotta az együttes az első önálló koncertjét The Real címmel. 2007 januárjában jelent meg első nagylemezük Since 2007 címmel, amiből 48 009 darabot adtak el február végéig.

### 2007–08: Áttörés és debütálás Japánban

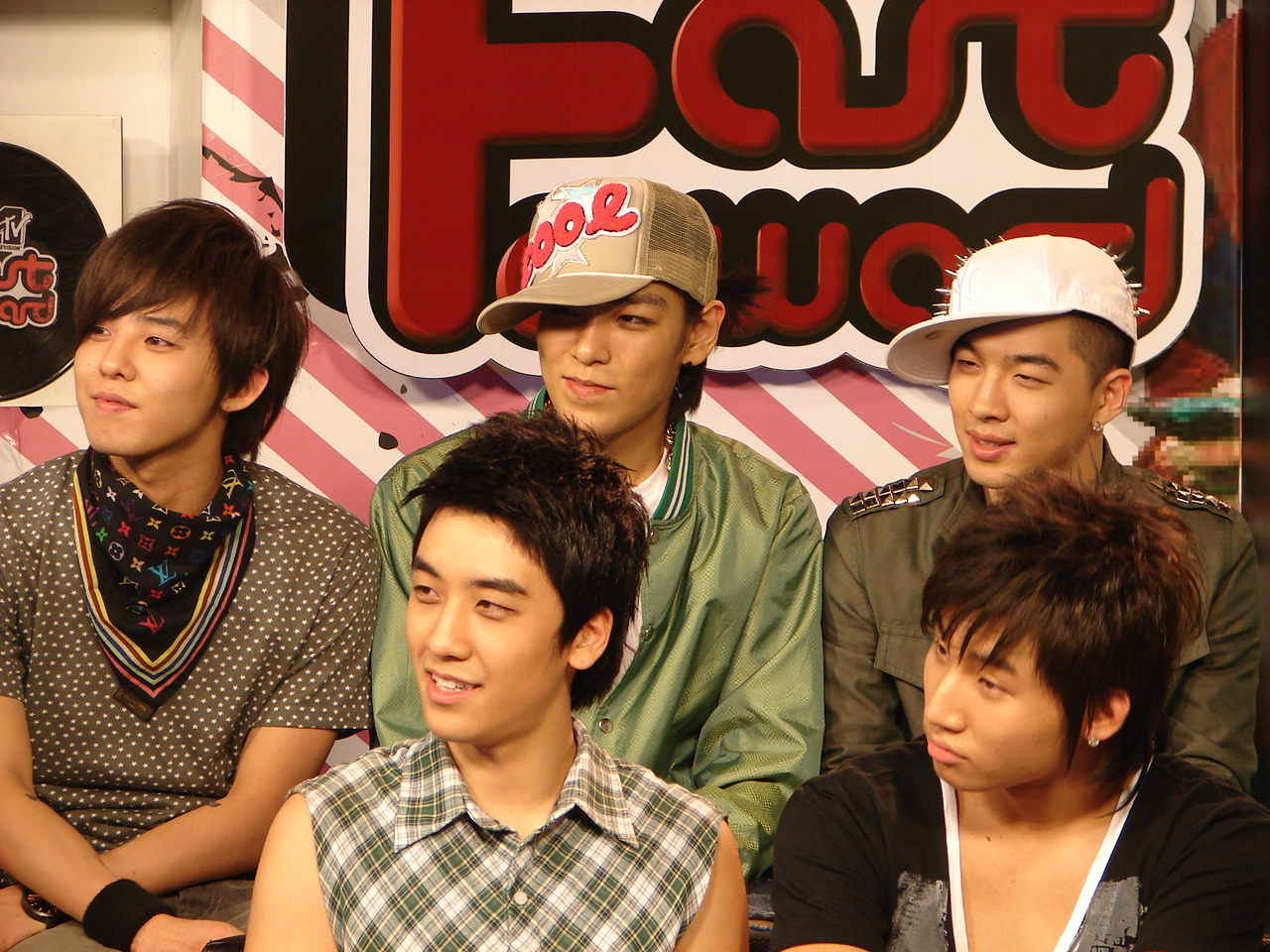
A Big Bang 2007-ben Thaiföldön; felső sor balról jobbra: G-Dragon, T.O.P. és Taeyang, alsó sor: Seungri és Daesung

2007. február 8-án a Big Bang megjelentette első koncertalbumát, The First / Real Live Concert címmel, amiből 30 000 példányt adtak el év végéig. Elkezdődött a Want You turné is, amelynek keretében öt városba látogattak el Dél-Koreában. Első középlemezük, az Always, mely ugyanebben az évben jelent meg, számos változást hozott a Big Bang számára. Bár már korábban is írtak dalokat, az együttes úgy határozott, nagyobb szerepet vállalnak az album munkálataiban. Az első középlemezük dalainak nagy részéhez a szöveget és a zenét is G-Dragon szerezte, beleértve az első kislemezt, a Kodzsimmal (Geojimmal)t (거짓말, Hazugságok). Ezen felül ezen a lemezen kapott először teret az elektronikus zene. A fogadtatás pozitív volt, különösen a Kodzsimmal (Geojimmal)é, melyet az egyik kritikus „észbontónak” nevezett. Ez a kislemez lett az első igazi sikerük, a középlemezből pedig 87 000 darabot adtak el. Az ugyancsak 2007-ben megjelentetett második középlemez, a Hot Issue hasonló sikereket ért el, a vezető sláger a Madzsimak insza (Majimak insa) (마지막 인사, Végső búcsú) – szintén G-Dragon szerzeménye – számos toplistát vezetett, köztük a Juke-On listáját, melynek első helyét nyolc hétig foglalta el. A dal elnyerte a Cyworld „A hónap dala”-díját is. A Big Bang Is Great koncertjükre 10 perc alatt az összes jegy elfogyott.
2007 végéhez közeledve olyan hírek láttak napvilágot a sajtóban, miszerint az együttes tagjait kimerültség miatt kórházba kellett szállítani, ami miatt több promóciós eseményt el kellett halasztani. Az együttes albumai és kislemezei iránt annyira megnőtt a kereslet, hogy a lemezkiadó kénytelen volt újranyomni őket. Számos díjat elnyertek ebben az évben, beleértve a legjobb fiúegyüttes és az év dala díjat az M.NET/KM zenei fesztiválon. A 17. Szöuli Zenei Díjkiosztón az év előadója díjjal jutalmazták őket. 2007 végére az együttes bevételei meghaladták a 12 milliárd vont (körülbelül 10,6 millió USD).
2008 év elején a Big Bang Japánban debütált. Első japán középlemezük, a For the World 10. helyezett lett a befolyásos Oricon slágerlistán, annak ellenére, hogy alig reklámozták. Az együttes koncertet is adott Tokióban. Miután visszatértek Koreába, az együttes néhány tagja szólótevékenységbe kezdett, ami miatt a Big Bang tevékenysége háttérbe szorult. Ennek ellenére még ugyanezen évben kiadták harmadik középlemezüket Stand Up címmel, melyen két közreműködő is volt, a Daishi Dance és a No Brain rockegyüttes. Az albumból 166 000 példány fogyott. Az ugyancsak G-Dragon által komponált Haru haru (하루하루, Nap mint nap) több internetes toplistát is vezetett, hat héten keresztül. Több daluk is szerepelt a top 20 között, a Heaven második, az Oh My Friend kilencedik, az A Good Man 12., míg a Lady 16. helyezett volt.
Közben az együttes egy japán nyelvű dalt is megjelentetett, Number 1 címmel az azonos című albumról, ami az Oricon napi toplistáján a harmadik helyet érte el. Következő koreai nyelvű albumuk a Remember volt, melyről a legsikeresebb kimásolt kislemez a Bulgeunnoeoul (Pulgunnoul, ) (붉은노을, Naplemente-ragyogás) lett. A második kislemez a Strong Baby címet kapta, a dalt Seungri egyedül adta elő. Az albumból több mint 200 000 példány kelt el. 2008-ban az együttes újra elnyerte a M.NET KM fesztivál év előadója díját. 2008 év végére az együttes bevételei meghaladták a 36 milliárd vont (24,5 millió dollárt).

### 2009–10: Szóló projektek és további japán sikerek

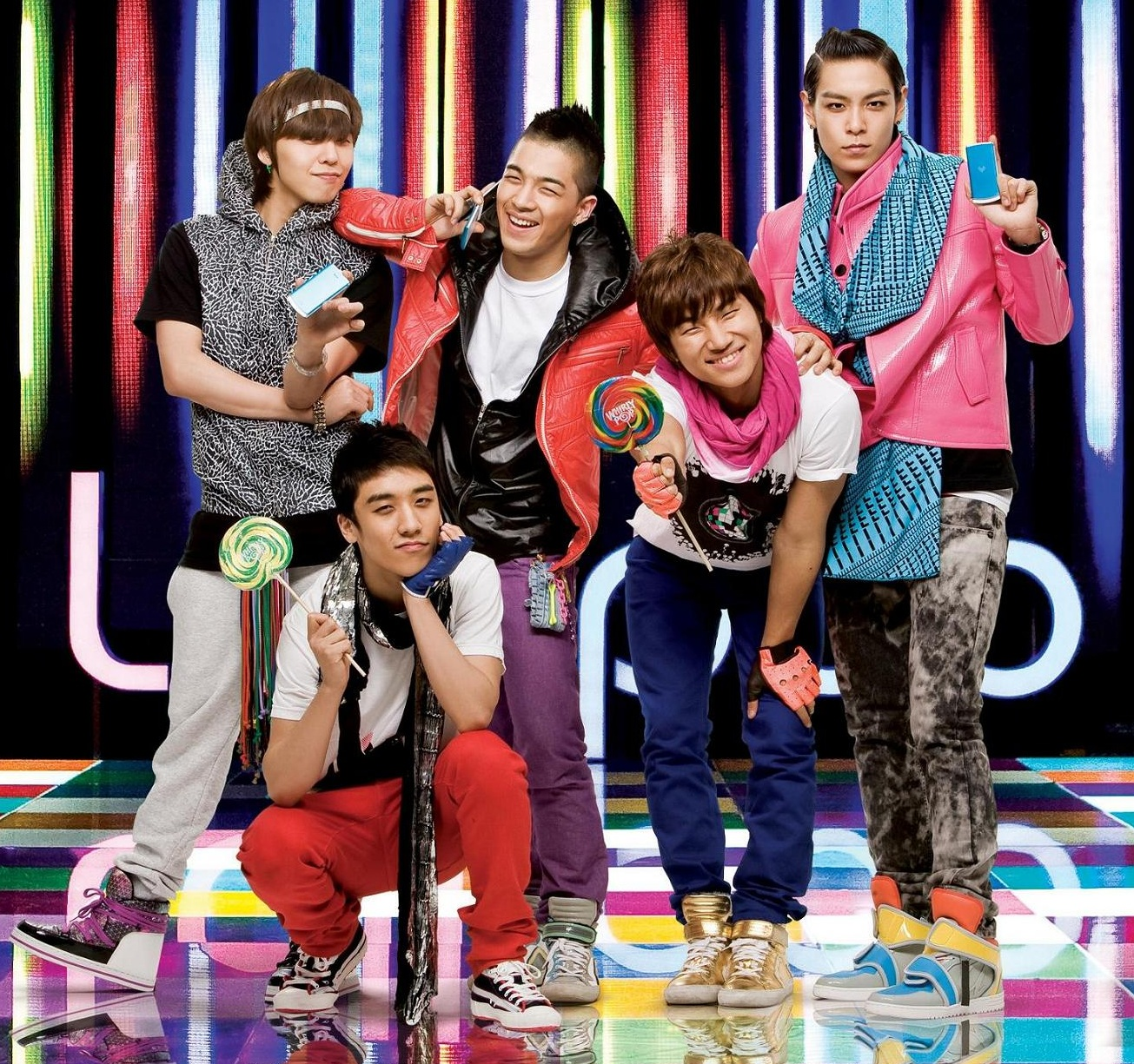
A Big Bang játékos Lollipop-imázsa 2009-ben

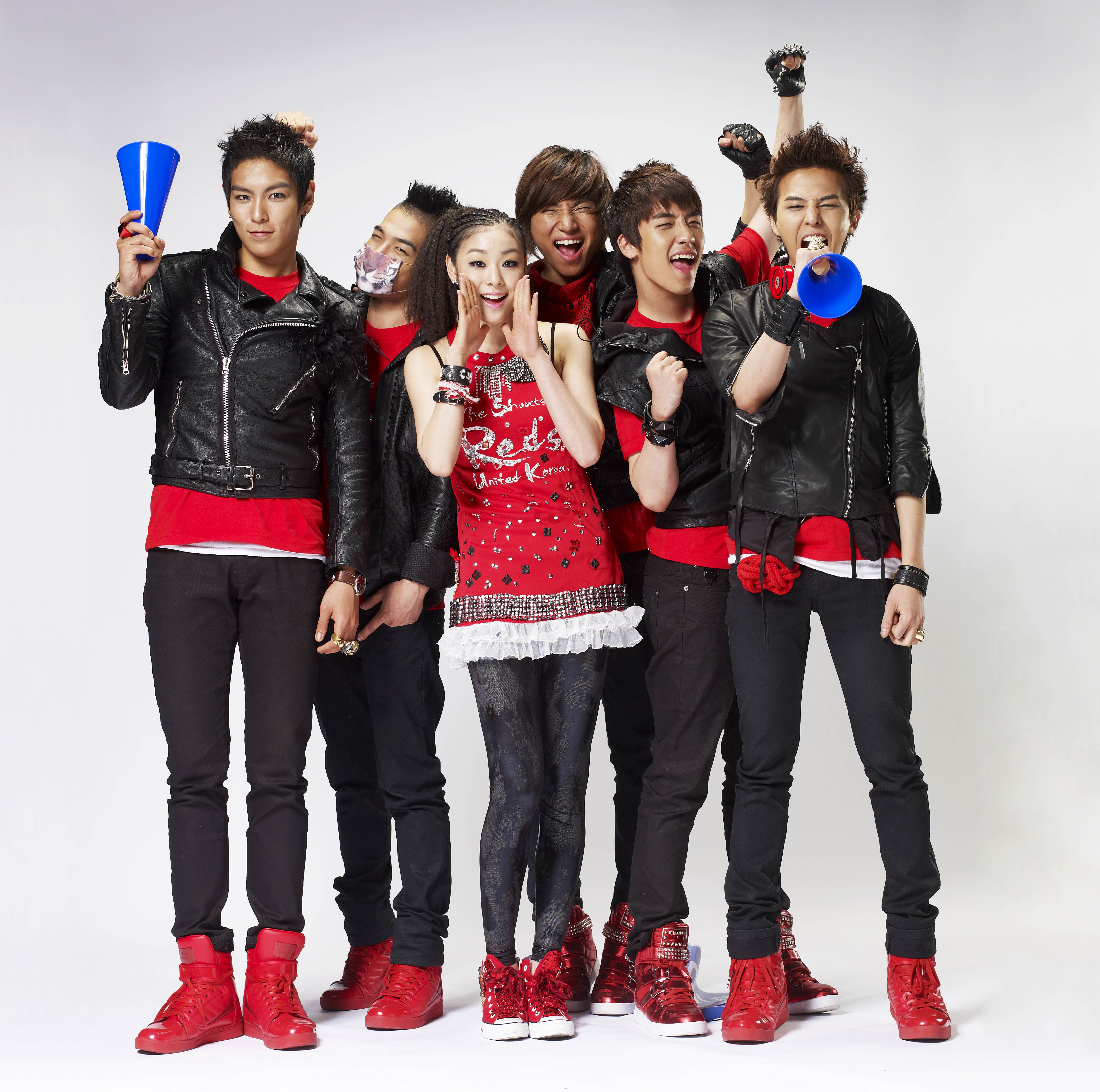
A Big Bang Kim Jonával (Kim Yeonával)

2009 elején a Big Bang tagjai szólótevékenységbe kezdtek. Később a kiadójuk új lánycsapatával, a „lány Big Bang”-ként elhíresült 2NE1-nal közösen kiadták a Lollipop című dalt, mely eredetileg egy mobiltelefon reklámjához íródott. A dal több slágerlistán is vezető helyet ért el. Első japán nagylemezük, a Big Bang a Universal Music kiadásában jelent meg 2009 augusztusában két kislemezzel, a My Heaven-nel és a Gara Gara Go!!-val (ガラガラ GO!!). A My Heaven-t, ami a Cshonguk (Cheonguk) (천국, Mennyország) című koreai daluk japán fordítása volt, a japán Daishi Dance komponálta és harmadik helyen debütált az Oriconon. A Gara Gara Go!! az ötödik helyen végzett, az album pedig a 3. helyen. A Big Bang lett az első külföldi együttes, akik elnyerték a Japán Kábeltelevíziós díjat a legjobb új együttes kategóriában és az első dél-koreai együttes, akik a Japan Records-elismerésben részesültek.
Miután visszatértek Koreába, az együttes tagjai folytatták szólóprojektjeiket. Augusztus 18-án megjelent G-Dragon szólóabuma, a Heartbreaker, amiről két dal is plágiumbotrányba keveredett, a címadó dal kapcsán azzal vádolták meg az énekest, hogy az amerikai rapper Flo Rida egyik dalát másolta le. A vádakat tisztázták, amikor Flo Rida Koreába utazva közösen adott koncertet az énekessel. G-Dragon a túlságosan szexuálisan túlfűtöttnek bélyegzett koncertjei és két betiltott dala miatt is szerepelt az újságok címlapjain.
2010-ben Taeyang két digitális kislemezt adott ki Where U At? és Wedding Dress címmel második szólóalbumáról. T.O.P. az Iris című thriller doramában kapott szerepet, egy bérgyilkost alakított. Ezt követően Seungrival a My 19 című tinikrimiben szerepeltek együtt. T.O.P. ebben az évben nagy sikerű háborús mozifilmet is forgatott 71: Into The Fire címmel, melyért elnyerte a 47. Paeksang Arts Awards díjkiosztó legjobb új színésznek és legnépszerűbb színésznek járó díját.
Az együttes közösen felvette a Let Me Hear Your Voice című dalt a japán Ohitoriszama (おひとりさま) című doramához. A dalt később kislemezként is kiadták, ami negyedik helyezést ért el.
2010 januárjában az együttes több koncertet adott a Szöuli Olimpiai Stadionban 2010 Big Bang Concert Big Show címmel. Februárban megkezdődött az Electric Love című turnéjuk Japánban. Bár 2010-ben hivatalosan nem jelentettek meg albumot, több promóciós kislemezt is kiadtak. A Lollipop Part 2 az LG Cyon Lollipop elnevezésű telefonjának népszerűsítéséhez készült és első helyen végzett a digitális slágerlistákon. A Tell Me Goodbye című daluk az Iris című dorama japán bemutatójához íródott. A dal pozitív kritikai fogadtatásra lelt és elnyerte a legjobb dal díját az 52. Japán Record Awardson. A 2010-es labdarúgó-világbajnokság alkalmából a Shout of the Reds címmel adtak ki dalt, melyben közreműködött a Transfixion nevű koreai rockegyüttes és Kim Jona (Kim Yeona) műkorcsolyázó is.
Az év nagy részében az együttes tagjai szólótevékenységükkel voltak elfoglalva, ekkor jelent meg például G-Dragon és T.O.P közös lemeze, a GD & TOP és Seungri első szólólemeze, a VVIP. A Big Bang több neves díjat is elnyert 2010-ben, köztük a 24. Japán Aranylemez-díjkiosztón az „Öt legjobb új előadó” és a „legjobb új előadó” díját. Májusban a Japán MTV Video Music Awards legjobb popvideó és legjobb új előadó díját is megkapták. 2010. augusztus 15-én újabb japán kislemezt adtak ki Beautiful Hangover címmel.

### 2011: Sikerek Amerikában és Európában; botrányok

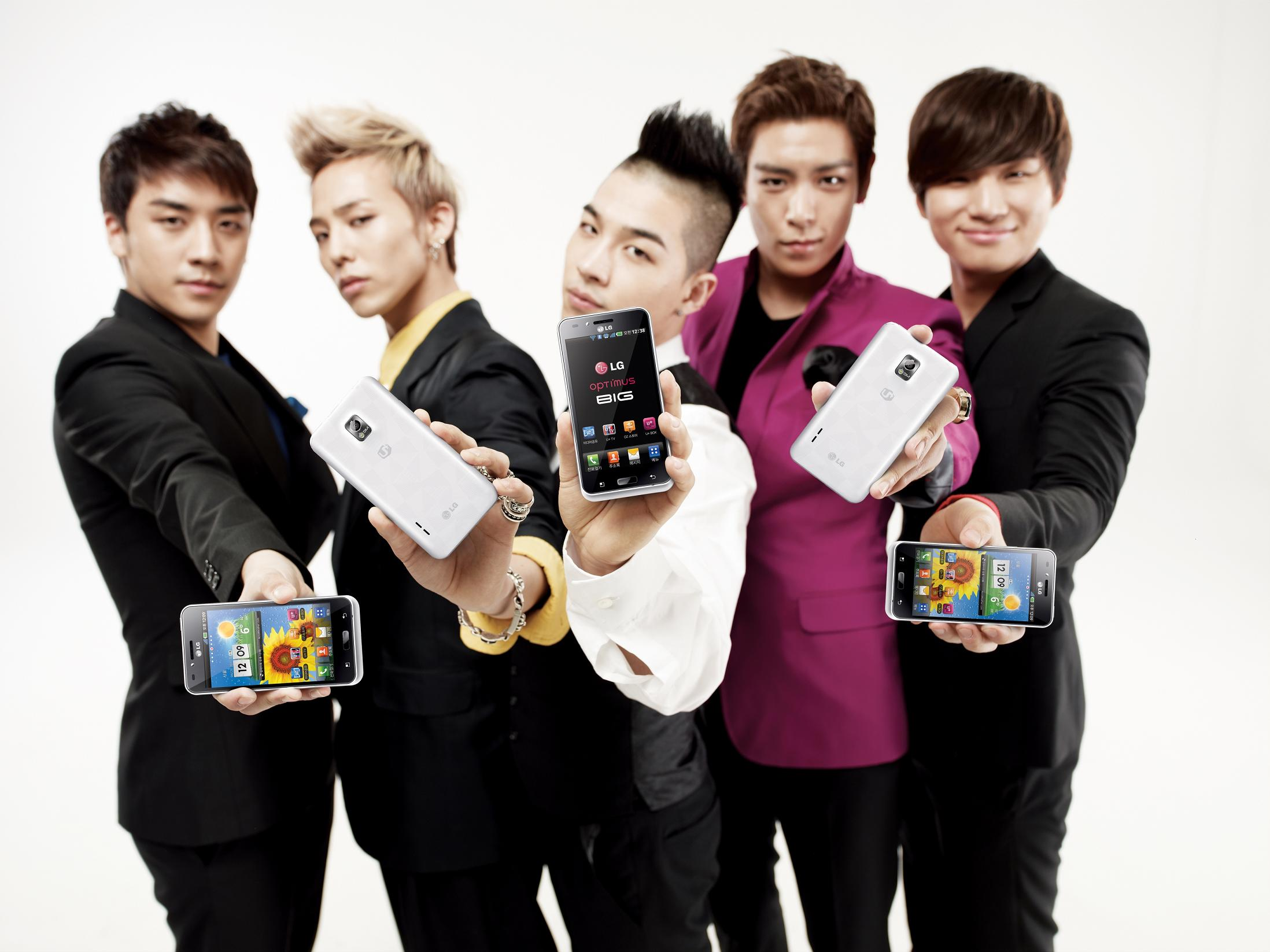
Az együttes 2011-ben az LG modelljeként

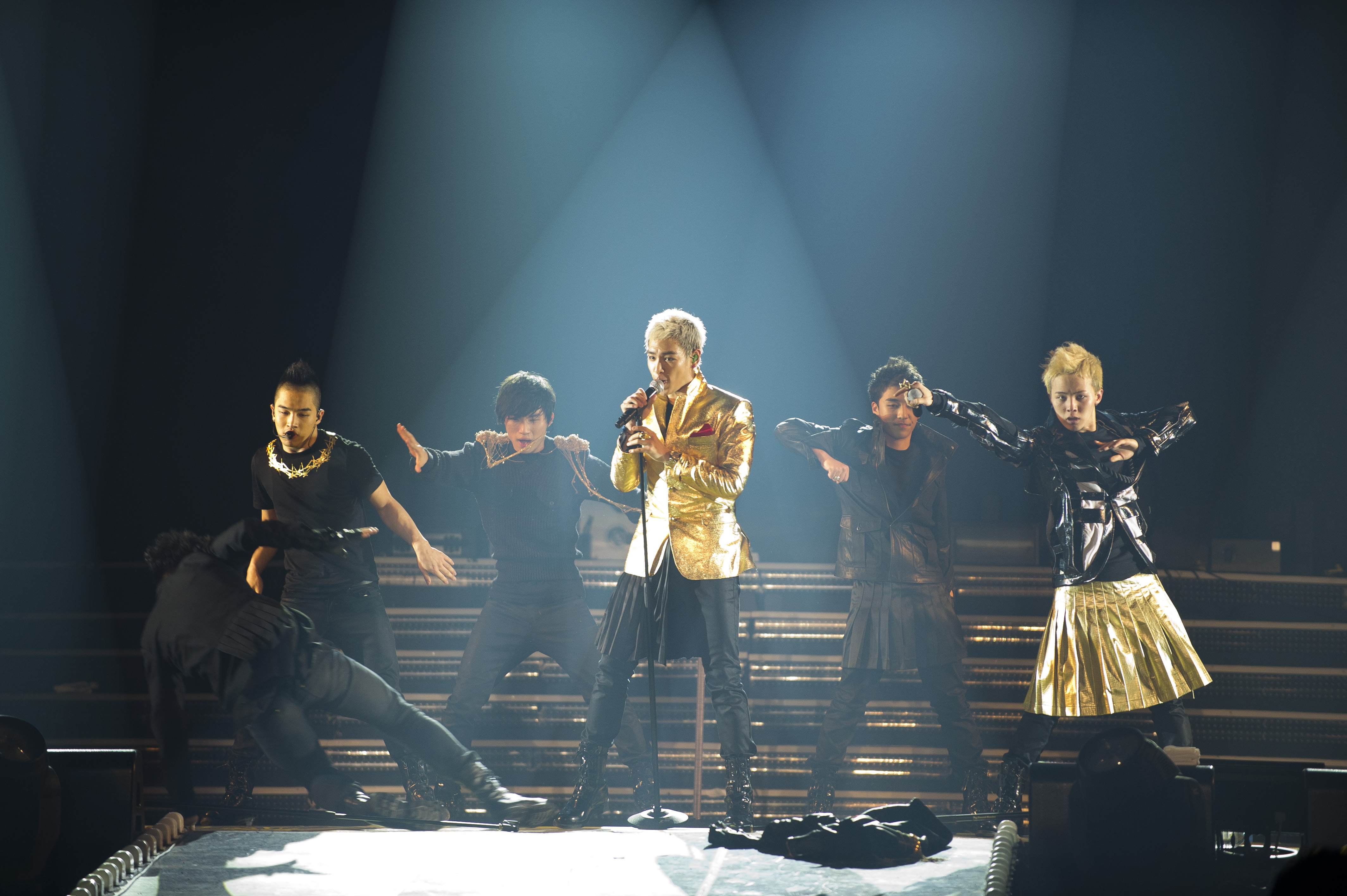
A Big Bang 2011-ben egy fellépésen

Két év kihagyás után, szórványos közös projekteket követően a Big Bang újra Dél-Koreában koncertezett 2011-ben. A Tonight című középlemezük a megjelenést követően számos koreai slágerlistát vezetett. Az album lett az első K-pop-album, ami bekerült az első tízbe az amerikai iTunes Store toplistáján és az egyetlen nem angol nyelvű album volt a Top 100-ban. Az előrendelések során 10 000 darabot rendeltek belőle a Cyworldön, ami megdöntötte a TVXQ 2008-ban felállított 6500 példányos rekordját. A 10asiae kritikája szerint a Big Bang stílusa és zenei érzékenysége a két év szünet alatt „elmélyült”. Hét nappal a lemez megjelenése után az együttes már hétmilliárd vont (6,2 millió USD) keresett, egy hét alatt 100 000 példányt adtak el a lemezből. Az azonos című kislemez vezette a Kaon (Gaon) (가온) toplistát, amit a koreai fonográfiai szövetség állít össze. A második kislemez, a Love Song videóját két nap alatt kétmillióan látták a YouTube-on. Májusban megkezdődött a Love & Hope turnéjuk. 2011 augusztusában az együttes Daesung kivételével Új-Zélandra utazott reklámfilmet forgatni. 2011 decemberében az MBN csatorna műsorra tűzte a What's Up című zenés sorozatot, melyben Daesung színészként debütált.
2011-ben az együttes nemzetközi díjat is átvehetett, az MTV Europe Music Awards-on a legjobb nemzetközi előadó (Best Worldwide Act) címet kapták meg, amivel az első koreai díjazottak lettek a díjátadó történelmében. Rajongói jóvoltából az együttes Britney Spearst győzte le a versenyben 58 millió szavazatot gyűjtve.
A 2011-es évben botrányok is kapcsolódtak az együttes nevéhez, G-Dragon májusban marihuánás cigarettát kapott egy japán klubban, az incidens miatt decemberben nyilvánosan bocsánatot kért. Ugyancsak májusban Daesung autóbalesetet szenvedett, amiben egy motoros meghalt. Később a vizsgálatok kiderítették, hogy az énekes nem volt felelős a motoros haláláért. A két incidens miatt G-Dragon és Daesung hosszú ideig távol maradtak a nyilvános szerepléstől, valamint elhalasztották a YG Entertainment listázását a koreai részvénypiacon.
A botrányok ellenére az együttes pénzügyi szempontból legsikeresebb évét zárta 2011-ben, mintegy 25 millió dolláros bevétellel. Pénzügyi elemzők szerint 2012-ben ennek tripláját fogják keresni.

### 2012:Aliveés világ körüli turné

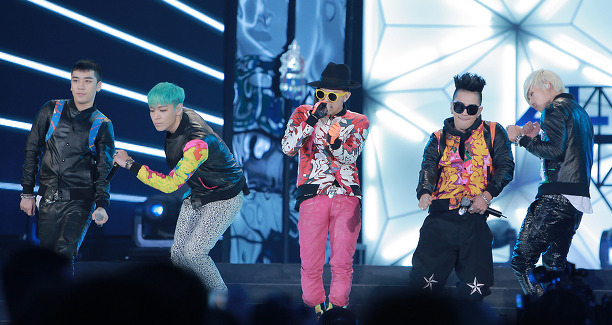
A Big Bang új imázzsal mutatkozott be 2012-ben

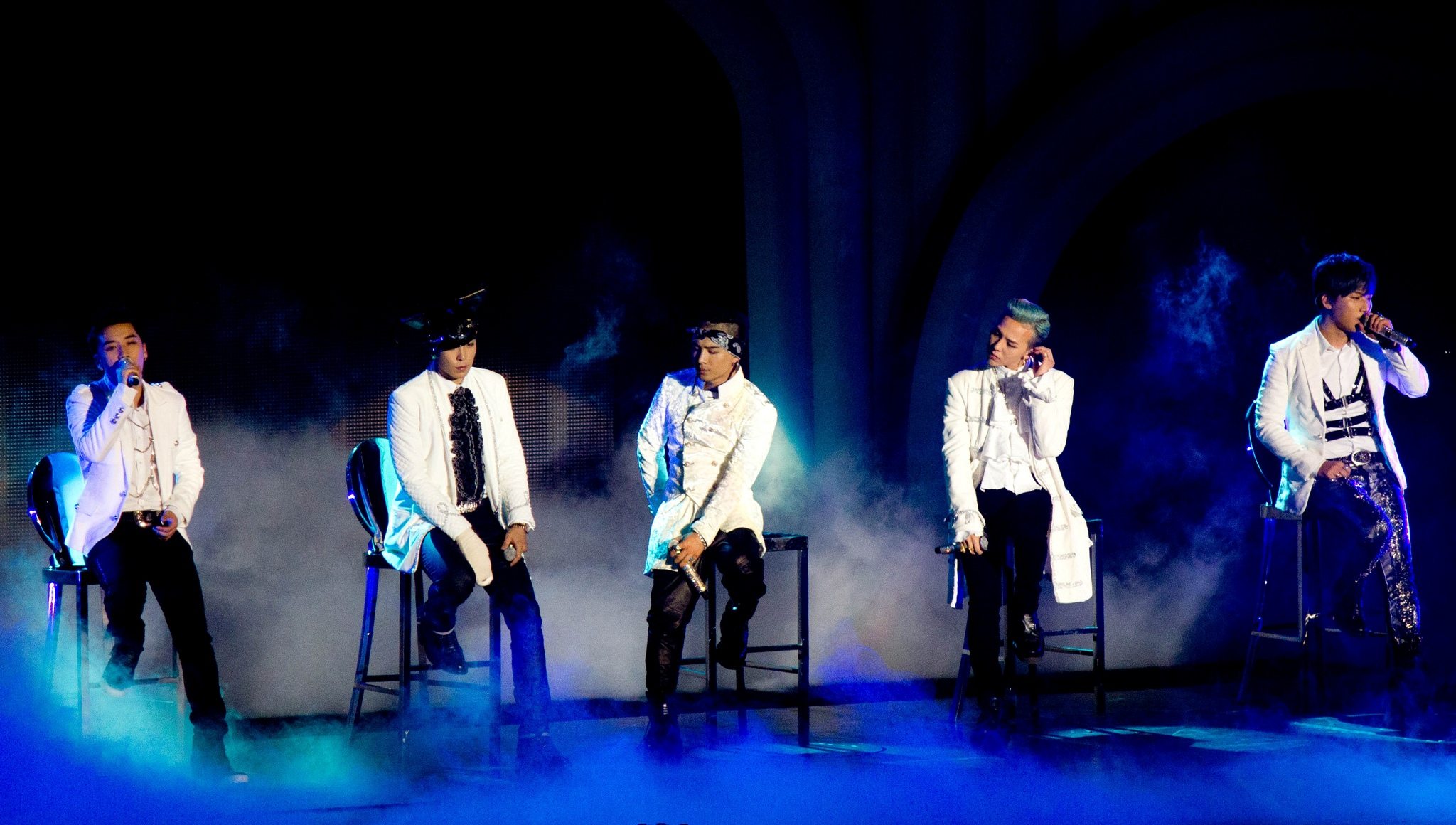
A Big Bang 2012-ben világ körüli turnén

Az együttes új albuma 2012. február 29-én jelent meg Alive címmel, amit egy 16 országot és 25 várost érintő világ körüli turné követ majd a Live Nation szervezésében. 2012. február 1-jén a YG Entertainment közzétette az album számlistáját, G-Dragon a hét dal mindegyikénél szerepel szerzőként, de T.O.P. és Daesung neve is szerepel a közreműködő szerzők között. A lemezből 2012. február 21-ig elővételben több mint 250 000 darabot adtak el. Japánban az album aranylemez lett, több mint 100 000 példányos eladással.
Az együttes új imázzsal készült a lemez bemutatójára, a világ körüli turnét három szöuli koncerttel nyitották meg, amelyeket március 2. és 4. között tartottak, összesen 40 000 nézővel. A Big Bang visszatérésének híre duplájára emelte a YG Entertainment részvényeinek értékét.
Az Alive első videóklipjét az együttes New York-ban forgatta. A február 22-én kiadott első kislemez, a G-Dragon és Teddy által komponált Blue a koreai zenei toplisták első helyén debütált, de vezette a Billboard K-pop-toplistáját is. Az Alive nyolcadik helyen debütált az iTunes Store legtöbbet eladott albumainak listáján. Az album Fantastic Baby című dala több mint tíz héten keresztül volt a slágerlisták első tíz helyezettje között, ami a koreai popiparban nagyon hosszú időnek számít. 2012 júniusában az együttes megjelentette az album újracsomagolt változatát három új dallal, az első kislemez, a Monster megjelenése napján slágerlistavezető lett, a hozzá készült nagy költségvetésű videóklip pedig nézettségi rekordot döntött.
Az album többségében pozitív kritikát kapott, a koreai MTV a következőket írta a Blue-ról: „az akusztikus gitár, zongora és elektronika egyvelege (az együttes tagjainak könnyed, nyugodt vokáljával társítva) egy nem várt módon szívmelengető dalt eredményez”.
A Big Banggel való együttműködés iránt a Grammy-díjas rapper-producer Swizz Beatz (Alicia Keys férje) is érdeklődik.
2012 decemberében az együttest jelölték a World Music Awards A világ legjobb együttese-díjára.

### 2013–2014: Szólóprojektek

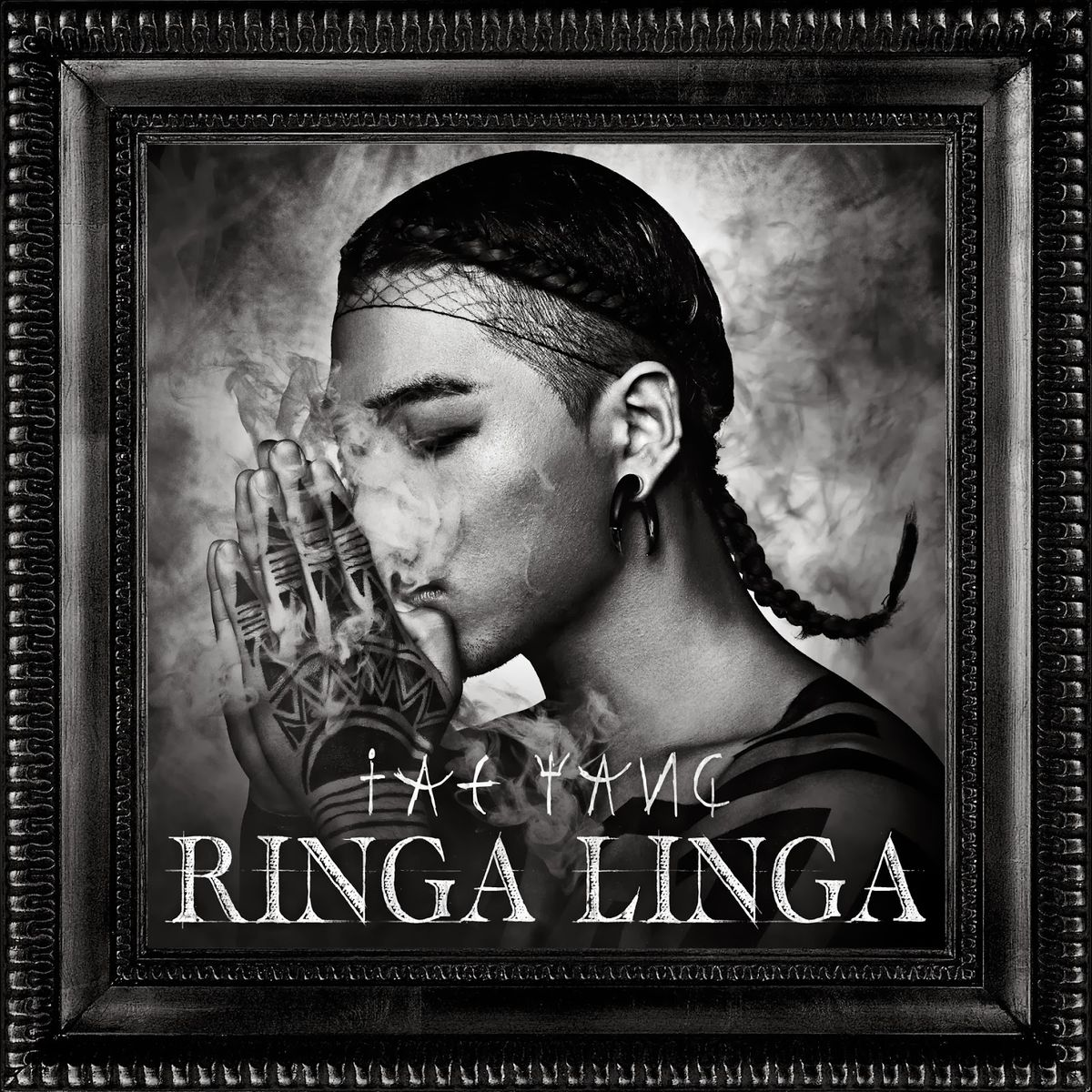
Taeyang Ringa Linga című kislemezének borítója

A 2013-as évben az együttes tagjai szólótevékenységeikre koncentráltak. Februárban megjelent Daesung D'scover című japán nagylemeze 12 dallal, melyet 18 állomásos turné követett, amelynek keretében összesen 25 koncertet adott.
Augusztusban Seungri szólólemeze is megjelent Let's Talk About Love címmel.
Szeptemberben G-Dragon is új albummal jelentkezett, a Coup D'Etat című lemezből több mint 300 000 darabot rendeltek előre Dél-Koreában, megjelenéskor a Kaon (Gaon) albumlistájának első helyén debütált és a szeptember havi listát is vezette 198 489 eladott példánnyal. Az énekes fellépett az amerikai KCON fesztiválon is Missy Elliott-tal adott elő duettet.
Az együttes rappere, T.O.P. színészi munkáját folytatta 2013-ban, novemberben került a mozikba a Commitment című filmje, melyben egy észak-koreai ügynököt alakított. A filmet összesen több mint egymillióan látták Dél-Koreában. A rapper a filmezés mellett kislemezzel is jelentkezett, Doom Dada címmel.
Ugyancsak novemberben jelent meg Taeyang kismeleze, a Ringa Linga, mely hazája slágerlistáin kívül öt ország iTunes Store-letöltési listáját is vezette. A dal társszerzője G-Dragon volt.
2014 januárjában a YG Entertainment bejelentette, hogy az együttes augusztusban új lemezzel jelentkezik majd, melynek ismét G-Dragon a producere, azonban az album kiadását eltolták 2015-re.

### 2015–2018:MADE, katonai szolgálat

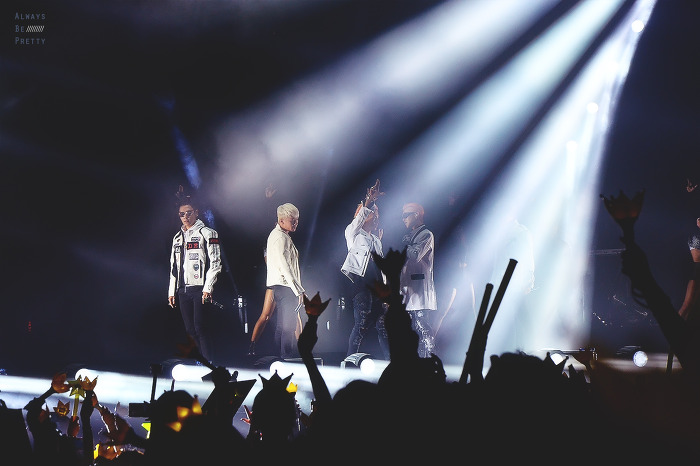
Ay együttes a BIGBANG MADE Tour turnén Kínában

2015 áprilisában a YG Entertainment bejelentette, hogy az együttes a Made című albummal tér vissza három év kihagyás után. Az első kislemez M címmel május 1-jén jelent meg, ezt követte június 1-jén az A, július 1-jén a D, majd augusztus 1-jén az E. Az első három megjelentett kislemez digitális változatai összesen 1,6 millió példányban fogytak Kínában. Az együttes a 2015-ös MelOn Music Awardson elnyerte az Év dala és az Év előadója díjakat.
A 2015 áprilisában indított és 2016 márciusában befejezett MADE turné 66 koncerten összesen 1,5 millió nézőt vonzott, ezzel minden idők legnagyobb turnéja lett koreai előadótól. A 17. Mnet Asian Music Awardson az együttes négy díjat vihetett el, beleértve az Év Előadója díjat is.
2016. június 30-án Big Bang Made egész estés dokumentumfilmet mutattak be a dél-koreai mozikban, mely a világkörüli turnéjukat dokumentálta.
Ezt követően több koncertet is adtak alakulásuk 10. évfordulójának tiszteletére 0.TO.10 címmel, Oszakában 110 000 rajongó előtt, Szöulban 65 000 néző előtt.
2017. február 9-én T.O.P megkezdte kötelező sorkatonai szolgálatát rendőrként és 2018. november 8-án fog leszerelni.
2018-ban G-Dragon, Taeyang és Daesung is megkezdte katonai szolgálatát. Március 13-án az együttes Flower Road címmel adott ki dalt, melyet a rajongóknak szántak búcsúajándékul.

### 2019–: Seungri kilépése; visszatérés; T.O.P. távozása
2019 elején Seungrit őrizetbe vették azzal a váddal, hogy az általa vezetett szöuli klubban prostituáltakat futtatott. Az énekes bejelentette, hogy visszavonul a szórakoztatóipartól. 2019. március 13-án a YG Entertainment bejelentette, hogy elfogadták Seungri visszavonulását és megszüntették a szerződését a kiadóval.
2020 márciusában a YG Entertainment megerősítette, hogy a Big Bang maradék négy tagja katonai szolgálata leteltével meghosszabbította szerződését a vállalattal.  2021 augusztusában a bíróság mind a kilenc vádpontban bűnösnek találta Seungrit és három év letöltendő szabadságvesztésre ítélte.
2022 februárjában a YG Entertainment bejelentette, hogy T.O.P. szerződést bontott velük, azonban továbbra is az együttes tagja marad. Egyúttal megerősítették, hogy 2022 tavaszán az együttes új dalt ad ki. A Still Life című kislemez koreai idő szerint április 5-én jelent meg és azonnal a helyi slágerlisták élére ugrott.
2023-ban T.O.P. az Instagram-oldalán egy rajongó kérdésére válaszolva jelentette be, hogy már nem tagja az együttesnek.

## Zenei stílusuk
A Big Bang-et széles körben elismerik, mint a K-pop megújítóit, akik hatást gyakoroltak a hiphopra és az R&B-re az elektronikus zene innovatív használatával. Mikor mások féltek kihasználni a technológia nyújtotta lehetőségeket, a Big Bang szégyenérzet nélkül megtette. G-Dragont, a Big Bang vezérét zseniális dalszerzőnek tartják, aki képes a hagyományoson túlmutató zenét alkotni.
- Kodzsimmal (Geojimmal) (Hazugságok)Az együttes legnépszerűbb[148] dalát G-Dragon komponálta.

Nem tudod lejátszani a fájlt?
A Big Bang zenéjében a pályafutásuk kezdetén a hiphop dominált, bár R&B-dalaik is voltak. Egy kritikus a The Black Eyed Peas zenéjéhez hasonlította korai dalaikat, a „fülbemászó vokál” és a rap miatt. Az Always a korábbi stílusukhoz képest éles váltást jelentett, ekkor kezdtek el kísérletezni az elektronikus zenével, amivel trendet teremtettek Koreában. G-Dragon később úgy nyilatkozott, azt remélték így több embert érhetnek el. 2008-ban rockalapú dalt vettek fel Oh My Friend címmel a No Brain együttes közreműködésével. Egy interjúban az együttes kifejtette, hogy érdeklődnek a korai koreai popzenei stílus, a trot iránt is.
Az együttes tagjai a szólóprojektjeikben számos zenei stílussal kísérleteztek, így a Yahoo! Japan szerint igen gazdagnak mondható a zenei repertoárjuk. Taeyang Hot című középlemeze R&B-stílusú, ami az énekes szerint az ő fő irányvonala. Daesung első kislemeze, a Nal pva, Küszun (Nal bwa Gwisun) (날 봐, 귀순, Nézz rám, Küszun (Gwisun)) trot stílusban íródott, ami éles kritikákat váltott ki az együttes hiphop imidzse miatt. G-Dragon Heartbreaker című szólóalbumában keveredett a dance, a hiphop és az R&B. A Yahoo! Philippines szerint az együttes zenéje „a pikáns hiphop és a pop-rock különleges találkozása”.
Az Always megjelenése után G-Dragon jobban bekapcsolódott az együttes munkájába, producerként és többek között a Kodzsimmal (Geojimmal) (Lies) , a Madzsimak insza (Majimak insa) (Last Farewell) és a Haru haru (Day by Day) dalszerzőjeként. A Korea Times üdvözölte a változást, „zseniális” dalszerzőnek nevezve az előadót. G-Dragon azonban úgy nyilatkozott, a Big Bang nem tehetségből, hanem szorgalomból lett sztáregyüttes.
A 2012-ben megjelent Alive című középlemezük „eklektikus”, R&B-t, rockot, szintipopot, houset és eurodance-et is felvonultató zenei stílusát pozitívan fogadták a kritikusok.
A Big Bang koreográfiáinak többsége Shaun Evaristo nevéhez fűződik. Korábban az együttes nagyrészt utcai táncra hagyatkozott, később azonban a koreografált táncok kerültek előtérbe. Több mozdulatukat is széles körben másolni kezdték.

## Imidzsük és kulturális hatásuk
Nem tudom, hol a vége ennek. Amikor a rajongóktól olyasmit hallunk, hogy „a Big Bang segít valóra váltani az álmainkat”, olyankor döbbenek rá, hogy 'ember, ez egyáltalán nem vicc'. Nagy a felelősségünk.
Jang Hjonszok (Yang Hyeon-seok), a YG Entertainment igazgatója szerint „nem ők a legjóképűbb vagy a legjobban táncoló együttes. Mégis, az egyéni vonzerejük és a lebilincselő előadásmódjuk kombinációja rengeteg rajongót szerzett nekik. Azt hiszem, nagyon nehéz lenne még egy olyan együttest létrehoznom, amelynek a tagjai olyan tökéletes harmóniában vannak egymással, mint a Big Bang tagjai.”

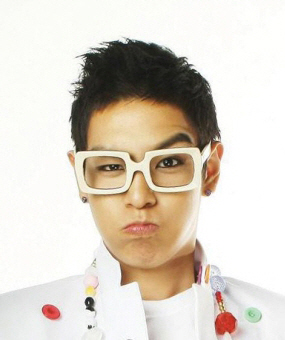
A különféle szemüvegeiről elhíresült T.O.P. egy kritikus szerint Ludacrist másolja.

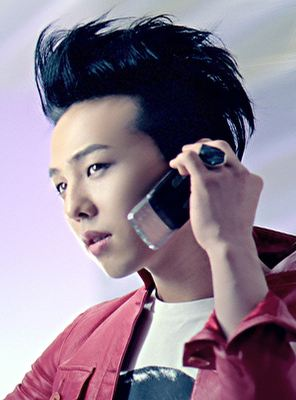
G-Dragon frizurája és öltözködése divatteremtő Dél-Koreában

A Big Bang dicséretet és negatív kritikát egyaránt kapott. A Time magazin szerint ők a legígéretesebb dél-koreaiak, akik Japánban sikeresek tudtak lenni, míg a Korea Times szerint az együttes a „koreai popzene ikonja”. A Yahoo! Philippines szerint az együttesre „nem lehet ráönteni a tipikus idolegyüttes formáját”, mert a többi, „futószalagon gyártott” fiúegyüttessel szemben a Big Bang nem mások által írt dalokat ad elő, hanem maguk is részt vesznek a dalszerzésben és nem csak együtt, de külön-külön is tehetségesek. A kritikus szerint a sikerük titka a tagok tehetsége mellett a folyamatos innovatív megújulásukban keresendő. Az About.com a top 10 ázsiai fiúegyüttes között tartja őket számon. Saját szerzésű dalaik, főképp a G-Dragon által írtak számos dicséretet kaptak, a Chosun Weekly szerint a kritikusok nem idolegyüttesként, hanem zenészekként tekintenek a Big Bang-re és külön elemzik a zenéjüket, ezzel megkülönböztetve őket a többi fiúegyüttestől. Pek Csijong (Baek Ji-yeong) énekesnő úgy nyilatkozott, hogy kedveli a sztárelőadókat, ha azok olyanok, mint a Big Bang. A Soompi szerint a Big Bang vonzereje azon felül, hogy maguk alkotják a zenéjüket, abban rejlik, hogy mindegyik tagnak van olyan tulajdonsága, amivel kitűnik, amivel megszeretteti magát a közönséggel.
Mindezek ellenére gyakran éri őket kritika az elektronikus zene túlzott használata miatt, a quart.hu szerint pedig az együttes „szintetizálta [...] a mainstream pop összes közhelyét. Kezdve az Autotune, az Europop és a Hiphop Perverz Szentháromságától a Ludacrist szégyentelenül klónozó T.O.P.-ig”.
A Big Bang az egyik legrégebben alakult dél-koreai fiúegyüttest, a Shinhwa-t tartja példaképének. A Big Bang maga nem csak a zeneiparra, de a divatra is befolyással bír. A „Big Bang-divatnak” becézett öltözködési stílusuk egész Ázsiában elterjedt. Karrierjük kezdetén hiphop-imidzset alakítottak ki. 2007-ben az Always megjelenésével nem csak zeneileg, de imidzsükben is drasztikusat váltottak, a preppy-punk stílus képviselőivé váltak, szűk farmerral, Converse-cipőkkel. Taeyang is feladta hiphopos rasztafrizuráját és punktaréjjal jelent meg. Az együttes tagjai gyakran viselnek olyan márkákat, mint a Bape, a 10 deep vagy Louis Vuitton, de híresek egyedi nyomómintás kapucnis felsőikről is. Ugyancsak divatba hozták újra a klasszikus Nike és Reebok magas talpú edzőcipőit. Az együttes legdivatosabb tagjának tartott G-Dragon szereti a háromszög alakú sálakat, amik szintén igen népszerűvé váltak. T.O.P a koncerteken viselt napszemüvegeiről vált híressé. Az együttes fellépőruháit különféle butikokban értékesítik. 2011-ben a japán Uniqlóval közösen a Big Bang saját pólókollekciót dobott piacra, az üzlet nyitása után 15 perccel az összest eladták. A Chosun Weekly szerint az együttes öltözködése is jelentősen hozzájárul a sikerükhöz, mert a többi együttessel ellentétben nem a kiadójuk terveztet nekik mesterséges fellépőruhákat, hanem a hétköznapi viseletet kombinálják exkluzív darabokkal, amivel eladhatóvá teszik a divatimidzsüket.
A Big Bang mintájára jött lére a kínai fiúegyüttes, az OkBang: zenei stílusuk, öltözködésük és frizurájuk is hasonlít.
2010-ben az együttes turnéját a Dél-Koreai Turisztikai Bizottság beválasztotta a Visit Korea from 2010–2012 kampányába, azzal az indokkal, hogy „nagy gazdasági hatással bír”. Az együttes 2012-es visszatérő koncertje szerepel a CNN „12 ok, hogy meglátogassuk Koreát 2012-ben” listáján.
A Big Bang rajongóinak elnevezése VIP, a zenekar azonos című kislemeze után, a hivatalosan regisztrált VIP-k száma körülbelül 300 000. A Big Bang rajongói a többi koreai popegyüttes rajongói klubjaitól eltérően nem az együttes színeit képviselő lufikat visznek a koncertekre, hanem sárga színű, korona alakú világító rudakat, melyek közepén fekete BB betűk olvashatóak.
Az együttes tagjai beszélnek angolul, G-Dragon ezen felül beszél kínaiul, Seungri, Taeyang és Daesung pedig japánul is.

## Reklámkampányok

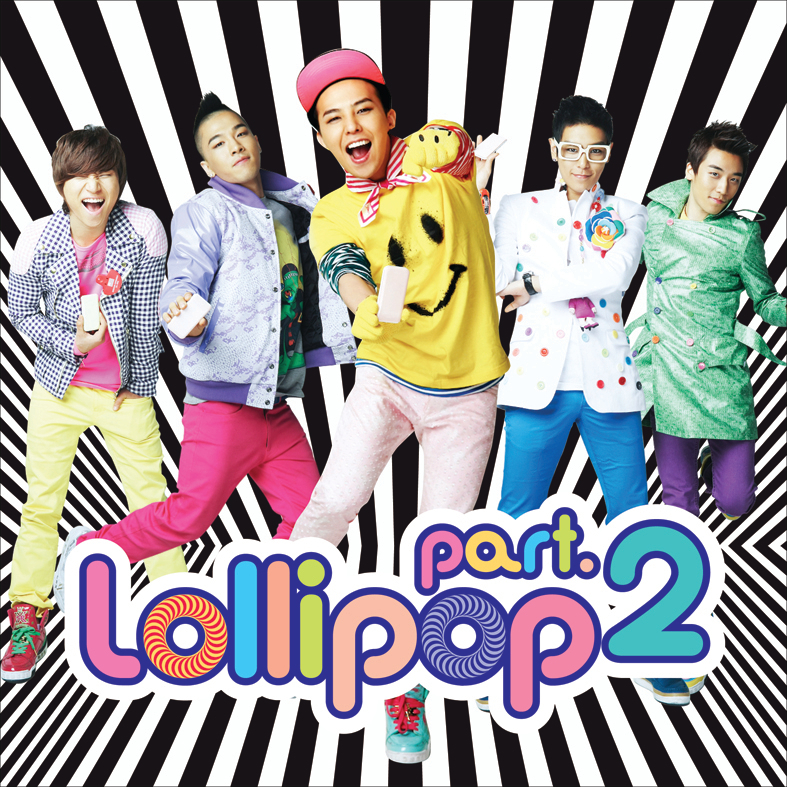
A Big Bang Lollipop 2 című kislemezének borítója. A dal eredetileg egy LG-reklámhoz készült

A Big Bang népszerűsége folytán számos márka arcává vált. 2006 óta szponzorálja őket a Fila. Reklámozták a Sudden Attack című koreai videójátékot, valamint többek között LG-, NII-, Baskin-Robbins- és Skoollooks-termékeket. 2007 elején az együttes saját parfümöt is piacra dobott BB Bud’s My First Fragrance (나의 첫번째 향기), nai cshoszponccse hjanggi) néven. 2009-ben Shouting to the World címmel önéletrajzi könyv jelent meg róluk, mely eladási listavezető lett. 2011-ben a Nikon A Shot A Day-kampányában vettek részt, melynek keretében naponta egy képet töltöttek fel az együttesről az internetre. 2011 óta az együttes az eBay által üzemeltetett koreai aukciós oldal, a Gmarket reklámarca. 2012-ben a Big Bang Dél-Korea Visit Korea elnevezésű turisztikai kampányának résztvevője volt. Az együttes akár egymillió dollárt is elkér egy-egy reklámfilmért, de a tagok külön-külön is hasonlóan magas összegért vállalnak kampányokat.

## Diszkográfia
Nagylemezek
- Since 2007 (2007)
- Remember (2008)
- MADE (2015)

Középlemezek
- Always (2007)
- Hot Issue (2007)
- Stand Up (2008)
- Tonight (2011)
- Alive (2012)

## Díjak és elismerések

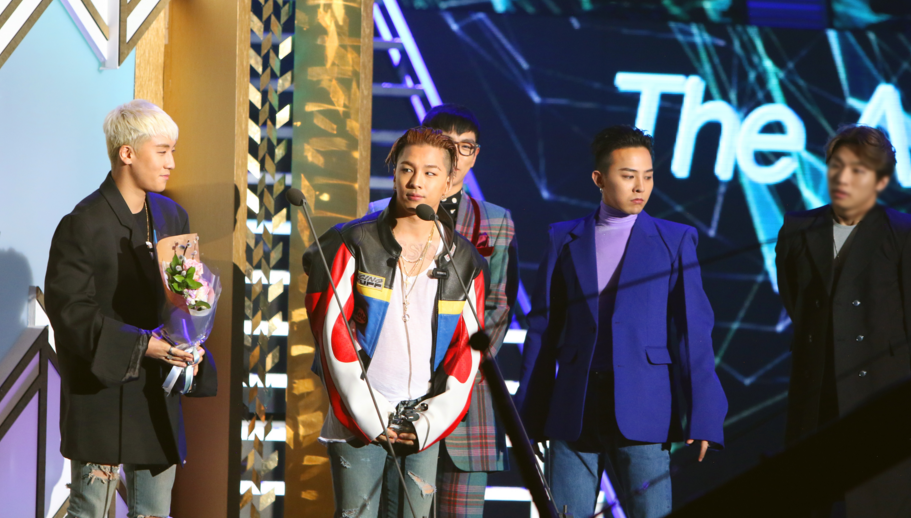
A Big Bang a 2016-os Kaon (Gaon) díjátadón

A Big Bang pályafutása során összesen több mint ötven díjat nyert el, köztük az MTV Europe Music Awards legjobb nemzetközi előadó díját és a japán MTV Video Music Awards legjobb videóklipnek járó díját. Dél-Koreában számos elismerést kaptak, többek között a Kulturális, sport- és turisztikai minisztérium is kitüntette őket.

### Fordítás
- Ez a szócikk részben vagy egészben  a   Big Bang (South Korean band) című angol Wikipédia-szócikk ezen változatának fordításán alapul.  Az eredeti cikk szerkesztőit annak laptörténete sorolja fel. Ez a jelzés csupán a megfogalmazás eredetét és a szerzői jogokat jelzi, nem szolgál a cikkben szereplő információk forrásmegjelöléseként.